# Younger and Younger
Pour plus de détails, voir Fiche technique et Distribution.
Younger and Younger est un film américain réalisé par Percy Adlon et sorti en 1993.

## Synopsis
Jonathan tient une boutique dont il a hérité des parents de sa femme. Celle-ci doit s'accomoder de ses infidélités et de son irresponsabilité. Cependant, un jour, elle surprend son mari en pleins ébats et meurt d'une attaque cardiaque. Peu après, Jonathan est hanté par le fantôme de sa femme qui vient le narguer.

## Fiche technique
- Titre : Younger and Younger
- Réalisation : Percy Adlon
- Scénario : Percy Adlon, Felix O. Adlon
- Producteur : Eleonore Adlon, Percy Adlon
- Photographie : Bernd Heinl
- Chorégraphe : Patsy Swayze
- Musique : Hans Zimmer, Michael Glenn Williams
- Montage : Suzanne Fenn
- Pays de production :  États-Unis
- Durée : 99 minutes
- Dates de sortie : 
  - 15 mai 1993 : Festival de Cannes
  - octobre 1993 : Festival du film de Chicago
  - octobre 1993 : Festival du film de Tokyo
  - 9 décembre 1993 : Allemagne
  - 6 avril 1995 : Argentine

## Distribution
- Donald Sutherland (VQ : Ronald France) : Jonathan Younger
- Brendan Fraser (VQ : Gilbert Lachance) : Winston Younger
- Lolita Davidovich (VQ : Élise Bertrand) : Penny
- Sally Kellerman (VQ : Madeleine Arsenault) : ZigZag Lilian
- Julie Delpy (VQ : Linda Roy) : Melodie
- Linda Hunt (VQ : Élisabeth Chouvalidzé) : Frances
- Pit Krüger (VQ : Patrick Peuvion) : Roger
- Nicholas Gunn : Benjamin

## Réception
Le film a reçu un accueil mitigé de la part des critiques et du public.

## Distinctions
- Corbeau d'argent pour Percy Adlon au Festival international du film fantastique de Bruxelles
- Meilleure actrice pour Lolita Davidovich au Festival du film de Tokyo[2]